# Hilde Ephraim
Hilde Ephraim, née le 1er avril 1905 à Berlin-Charlottenbourg et morte le 20 septembre 1940 à Alkoven, est une femme politique allemande, membre du Parti socialiste ouvrier d'Allemagne et résistante contre le nazisme. Elle est arrêtée et condamnée à quatre ans de prison, puis assassinée avant sa libération, dans le cadre de la campagne d'extermination de personnes handicapées, Action T4.

## Biographie
Hildegard Ephraim est née le 1er avril 1905 dans l'appartement de ses parents, Windscheidstraße 33 à Berlin-Charlottenburg. Ses parents sont Paul Ephraim, employé de banque et Rosalie Zöllner. Hilde Ephraim travaille comme assistante sociale à Brandenburg-sur-la-Havel, où elle rejoint le Parti socialiste ouvrier d'Allemagne (SAPD), un groupe dissident du Parti social-démocrate, en 1931.
En 1933, en application de la loi allemande sur la restauration de la fonction publique, elle est renvoyée de la fonction publique en raison de sa judaïté et de son engagement politique. Elle s'installe à Berlin et rejoint la lutte clandestine du SAPD. Elle est responsable de la Rote Hilfe, organisme clandestin depuis sa dissolution par la Gestapo, qui s'occupe des familles des personnes arrêtées,.
En juillet 1936, Hilde Ephraim est arrêtée et sévèrement maltraitée par la Gestapo. Le Volksgerichtshof la condamne le 25 juin 1937 à quatre ans de prison. Elle est d'abord internée à Lübeck puis à Amberg,.
Une de ses compagnes de détention rapporte qu'Hilde Ephraim, ne supporte pas la détention et arrête de se nourrir, si bien que sa santé mentale en est affectée.
En septembre 1940, après trois ans de réclusion, affaiblie et désorientée, elle est intégrée à la campagne d'extermination d'adultes handicapées, Action T4. Elle est déportée au centre de mise à mort nazi de Hartheim, où elle est assassinée le 20 septembre 1940, à l'âge de 35 ans, peu de temps avant la date prévue de sa libération.
On dissimule à sa famille les circonstances réelles de sa mort, leur communiquant comme lieu de décès le centre psychiatrique de Chelm. Cette information figure encore dans certains documents.

## Distinctions
Le 1er avril 2010, à l'occasion de son anniversaire, le nom de Hilde Ephraim est attribué à une nouvelle rue de Berlin-Grunewald. Cette rue mène à la gare de Grunewald où se trouve le  mémorial Gleis 17, qui commémore les plus de 50 000 Berlinois, la plupart d'origine juive, qui ont été déportés depuis ce lieu.
Le 9 avril 2013, un stolperstein est posée devant son ancienne maison, Bayerische Strasse 20 à Berlin-Wilmersdorf.